# David Proval

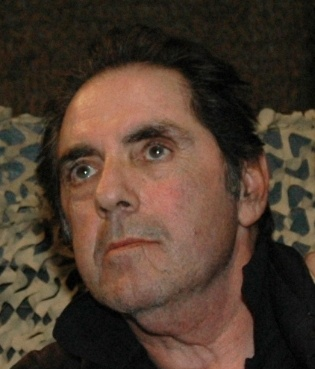
David Proval (2008)

David Aaron Proval (* 20. Mai 1942 in New York City) ist ein US-amerikanischer Schauspieler. Bekannt wurde er durch seinen Rollen als Richie Aprile in der Fernsehserie Die Sopranos und als Tony DeVienazo in Martin Scorseses Film Hexenkessel (1973) an der Seite von Robert De Niro und Harvey Keitel.

## Leben
Proval wurde als Sohn der Schauspielerin Clara Katz in Brooklyn geboren. Er ist verheiratet und hat zwei Kinder.
Er verdankt seinen Ruhm als Schauspieler hauptsächlich zwei Mafia-ähnlichen Rollen zu Beginn und Ende seiner Karriere: der Rolle von Tony DeVienazo in Hexenkessel (Mean Streets) und die des Richie Aprile in der preisgekrönten Fernsehserie Die Sopranos.
Proval spielte in zahlreichen Filmen wie Die Verurteilten, Mob Queen, Four Rooms, UHF – Sender mit beschränkter Hoffnung, Bloody Marie – Eine Frau mit Biß, Ausnahmezustand, hatte einen Cameo-Auftritt in Smokin’ Aces und hatte wiederkehrende Rollen in Fernsehserien wie Picket Fences – Tatort Gartenzaun und Alle lieben Raymond. 1977 war seine Stimme in dem Animationsfilm Die Welt in 10 Millionen Jahren in der Rolle des Necron 99 zu hören.
2008 war er in City of Shoulders and Noses zu sehen und auch in dem Actionvideo Stiletto. 2010 spielte er in Pete Smalls Is Dead und 2018 in Cabaret Maxime war er als Mr. Gus zu sehen.

## Filmografie (Auswahl)
- 1973: Hexenkessel (Mean Streets)
- 1973: Kojak – Einsatz in Manhattan (Kojak, Fernsehserie, eine Folge)
- 1973: Zapfenstreich (Cinderella Liberty)
- 1975: Rafferty und die wilden Mädchen (Rafferty and the Gold Dust Twins)
- 1975: Foster and Laurie (Fernsehfilm)
- 1976: Und morgen wird ein Ding gedreht (Harry and Walter Go to New York)
- 1976: Monster Squad (Fernsehserie, eine Folge)
- 1976: Police Story (Fernsehserie, eine Folge)
- 1977: Die Welt in 10 Millionen Jahren (Wizards, Stimme)
- 1977: Die Spur des Skorpions (Nowhere to Hide, Fernsehfilm)
- 1978: Nunzio, der Supermann
- 1982: Hey Good Lookin’ (Stimme)
- 1983: Ein Richter sieht rot (The Star Chamber)
- 1983: Knight Rider (Fernsehserie, eine Folge)
- 1984: Cagney & Lacey (Fernsehserie, eine Folge)
- 1985: Der Equalizer (The Equalizer, Fernsehserie, eine Folge)
- 1985: Miami Vice (Fernsehserie, eine Folge)
- 1985: Fame – Der Weg zum Ruhm (Fame, Fernsehserie, 2 Folgen)
- 1986: Mit dem Mut der Verzweiflung (Courage, Fernsehfilm)
- 1987: Monster Busters (The Monster Squad)
- 1988: Ich bin Du (Vice Versa)
- 1988: Blue Jean Cop (Shakedown)
- 1988–1989: Erben des Fluchs (Friday the 13th: The Series, Fernsehserie, 2 Folgen)
- 1989: UHF – Sender mit beschränkter Hoffnung (UHF)
- 1989: Der perfekte Zeuge (Perfect Witness, Fernsehfilm)
- 1990: L.A. Law – Staranwälte, Tricks, Prozesse (L.A. Law, Fernsehserie, eine Folge)
- 1990: The Marshall Chronicles (Fernsehserie, eine Folge)
- 1991: The Walter Ego (Kurzfilm)
- 1991: Zurück in die Vergangenheit (Quantum Leap, Fernsehserie, eine Folge)
- 1991: Palace Guard (Fernsehserie, 1 Folge)
- 1992: Bloody Marie – Eine Frau mit Biß (Innocent Blood)
- 1992–1995: Picket Fences – Tatort Gartenzaun (Picket Fences, Fernsehserie, 3 Folgen)
- 1993: Dark Secret (Strike a Pose)
- 1993: Romeo Is Bleeding
- 1994: Wer hat meine Familie geklaut? (Being Human)
- 1994: Die Verurteilten (The Shawshank Redemption)
- 1995: Die Brady Family (The Brady Bunch Movie)
- 1995: Four Rooms
- 1995: To the Limit – Zur richtigen Zeit am richtigen Ort (To the Limit)
- 1995: Die Stimme des Killers (The Courtyard, Fernsehfilm)
- 1995: Der Marshal (The Marshal, Fernsehserie, eine Folge)
- 1996: L.A. Firefighters (Fernsehserie, 1 Folge)
- 1996: Skyscraper
- 1996: The Rockford Files: Friends and Foul Play (Fernsehfilm)
- 1996: Das Phantom (The Phantom)
- 1996: Rolling Thunder (Fernsehfilm)
- 1996–2005: Alle lieben Raymond
- 1997: Dumb Luck in Vegas
- 1997: Das Relikt (The Relic)
- 1997: Pretender (The Pretender, Fernsehserie, eine Folge)
- 1997: Flipping
- 1998: Mob Queen
- 1998: Felicity (Fernsehserie, eine Folge)
- 1998: Ausnahmezustand (The Siege)
- 1998: Brimstone (Fernsehserie, eine Folge)
- 2000: The West Wing – Im Zentrum der Macht (The West Wing, Fernsehserie, eine Folge)
- 2000: Newsbreak – Eine Story auf Leben und Tod (NewsBreak)
- 2000–2001: Alle lieben Raymond (Everybody Loves Raymond, Fernsehserie, 6 Folgen)
- 2000–2004: Die Sopranos (The Sopranos, Fernsehserie, 13 Folgen)
- 2001: The Fighting Fitzgeralds (Fernsehserie, eine Folge)
- 2001: James Dean (Fernsehfilm)
- 2001: Zigs
- 2001: Für alle Fälle Amy (Judging Amy, Fernsehserie, eine Folge)
- 2001: The Hollywood Sign
- 2002: 13 Moons
- 2002: Menace (White Boy)
- 2002: Lady Cops – Knallhart weiblich (The Division, Fernsehserie, eine Folge)
- 2002–2003: Boomtown (Fernsehserie, 3 Folgen)
- 2003: Bookies
- 2003: A.U.S.A. (Fernsehserie, eine Folge)
- 2003: Alles dreht sich um Bonnie (Life with Bonnie, Fernsehserie, eine Folge)
- 2004: Liebe zum Dessert (Just Desserts, Fernsehfilm)
- 2004: Murder Without Conviction (Fernsehfilm)
- 2005: Miss Undercover 2 (Miss Congeniality 2: Armed and Fabulous)
- 2005: The Circle – Ein Schuss genügt schon (The Circle)
- 2005: Angels with Angles
- 2006: Hollywood Dreams
- 2006: Smokin’ Aces
- 2007: Frankie the Squirrel (Kurzfilm)
- 2007: Balls of Fury
- 2008: The Unknown Trilogy
- 2008: Stiletto
- 2008: Phantom Punch
- 2009: Irene in Time
- 2009: The Deported
- 2010: Pete Smalls Is Dead
- 2010: Queen of the Lot
- 2011: Serial Buddies
- 2012: Wayward Pilgrim
- 2016: Vinyl (Fernsehserie, 2 Folgen)
- 2018: Cabaret Maxime